# 久慈六郎
久慈 六郎（くじ ろくろう、1965年〈昭和40年〉生まれ）は、日本の作家、ブロガー、YouTuber。ペンネームであり、本名は非公表。2005年に宝くじ「ロト6」で1等3億2,038万円を当選した体験をもとに執筆した著書『ロト6で3億2千万円当てた男の悲劇』（集英社）で知られる。

## 経歴
2005年1月13日、第221回ロト6において1等（賞金3億2,038万円）を当選。当時は中小企業に勤める独身男性で、当選後に「ロト6成金のセレブな私生活」というブログを立ち上げ、日常生活や金銭感覚の変化、投資の失敗などを赤裸々に記録。ブログは話題を呼び、2006年に書籍化された。
その後、2008年には反町隆史主演でテレビドラマ化され、異色の成功・転落体験記として注目された。
2020年代以降は、定年後の人生を再構築するライフスタイルやタイへの移住、YouTube活動などに軸足を移している。

## 著書
- 『ロト6で3億2千万円当てた男の悲劇』集英社、2006年7月。ISBN 4087804429

## テレビドラマ
- 『ロト6で3億2千万円当てた男』 - 2008年7月4日から9月5日まで、テレビ朝日系列「金曜ナイトドラマ」枠で放送。主演は反町隆史。

## ブログ
- ロト6成金のセレブな私生活（公式ブログ）

2005年、ロト6での高額当選を契機に開設された個人ブログ。当選金の受け取り、生活の変化、株やFXなどの投資失敗、浪費と孤独といったテーマを中心に、当時としては異例の率直な語り口で注目を集めた。
2024年2月にはブログ記事で顔出しを宣言し、長年の匿名活動から脱却した。その後はYouTubeと連動し、旅・老後・恋愛といったテーマへ展開している。

## YouTube
- Kujiroku Traveler

YouTube上で活動するチャンネル「Kujiroku Traveler」では、主に以下のテーマで動画を発信：
- - 「還暦前オヤジのタイ移住チャレンジ旅」シリーズ
  - 「14歳年下のタイ人恋人との国際恋愛」
  - 「失敗したセレブ生活からの再スタート」
  - 「定年後の日本と東南アジア二拠点生活」

2025年6月現在のチャンネル登録者数は約1,800人。近年は顔出しを本格化させ、リアルな体験と人生の再構築をテーマに支持を集めている。